# Крапина (річка)
Крапина (хорв. Krapina) — річка в Хорватії, ліва притока Сави (басейн Дунаю і Чорного моря). 
Довжина річки — 75 км, площа басейну — 1 123 км².
Притоки Крапини — Крапинчиця, Костеліна. Найбільші населені пункти на річці — міста Забок і Запрешич.

## Географія протікання
Крапина бере початок на схилах гірського хребта Іваншчиця біля села Бедековчина (10 км на схід від Забока), впадає в Саву біля міста Запрешича. 
Головний напрямок течії — спочатку на південний захід, потім на південь. На всій течії Крапина є несудноплавною.
У селі Купленово (10 км вище гирла) здійснюється моніторинг гідрології річки.